# Mylenium Tour
Mylenium Tour — концертный альбом 2000 года и концертный тур Милен Фармер (1999—2000 годов) в поддержку своего пятого студийного альбома 1999 года Innamoramento.

## Критика и коммерческий успех
По данным французского журнала Instant-Mag, «Mylenium Tour стал более красивым (по сравнению с туром 1996 года) благодаря оригинальности выбора песен и размерам сцены, вступление стало ещё более впечатляющим, особенно была отмечена концовка, которую можно сравнить с туром 1989 года».
Более 450 тысяч человек посетили выступления концертного тура, стоимость которого составила более 20 миллионов евро.
Музыкальный канал русского телевидения, Муз-ТВ, присудил победу Mylenium Tour в номинации «лучший концерт в мире».

## Список композиций
1. «Mylenium»
2. «L’Amour naissant»
3. «L'Âme-stram-gram»
4. «Beyond My Control» (заменён на «Que mon cœur lâche» только в России)
5. «Rêver»
6. «Il n’y a pas d’ailleurs» (В России эта песня не исполнялась)
7. «Mylène Is Calling»
8. «Optimistique-moi»
9. «Medley» («Pourvu qu'elles soient douces» / «Libertine» / «Maman a tort» / «Sans contrefaçon»)
10. «Regrets»
11. «Désenchantée»
12. «Méfie-toi»
13. «Dessine-moi un mouton»
14. «California»
15. «Pas le temps de vivre» (заменён на «Je t'aime mélancolie» только в России)
16. «Je te rends ton amour»
17. «Souviens-toi du jour»
18. «Dernier Sourire»
19. «Innamoramento»
20. «Mylenium»

## Даты выступлений
В общей сложности было показано 43 шоу, с 21 сентября 1999 года по 8 марта 2000 года. Туры проходили в четырёх странах (во Франции, в Бельгии, в Швейцарии, в России):
| 1-й круг (Осень 1999) |                 |           |                                  |
| 21 сентября, 1999     | Марсель         | Франция   | Le Dôme                          |
| 24 сентября, 1999     | Париж           | Франция   | Palais omnisports de Paris-Bercy |
| 25 сентября, 1999     | Париж           | Франция   | Palais omnisports de Paris-Bercy |
| 26 сентября, 1999     | Париж           | Франция   | Palais omnisports de Paris-Bercy |
| 29 сентября, 1999     | Париж           | Франция   | Palais omnisports de Paris-Bercy |
| 6 октября, 1999       | Лилль           | Франция   | Zénith                           |
| 7 октября, 1999       | Брюссель        | Бельгия   | Forest National                  |
| 8 октября, 1999       | Брюссель        | Бельгия   | Forest National                  |
| 9 октября, 1999       | Брюссель        | Бельгия   | Forest National                  |
| 17 ноября, 1999       | Лилль           | Франция   | Zénith                           |
| 19 ноября, 1999       | Лион            | Франция   | Palais des Sports                |
| 20 ноября, 1999       | Лион            | Франция   | Palais des Sports                |
| 21 ноября, 1999       | Лион            | Франция   | Palais des Sports                |
| 24 ноября, 1999       | Орлеан          | Франция   | Zénith                           |
| 25 ноября, 1999       | Кан             | Франция   | Zénith                           |
| 26 ноября, 1999       | Анже            | Франция   | Amphithéa                        |
| 27 ноября, 1999       | Ле Ман          | Франция   | Antarès                          |
| 1 декабря, 1999       | Тулуза          | Франция   | Zénith                           |
| 2 декабря, 1999       | По              | Франция   | Zénith                           |
| 3 декабря, 1999       | Бордо           | Франция   | Patinoire Mériadeck              |
| 4 декабря, 1999       | Бордо           | Франция   | Patinoire Mériadeck              |
| 5 декабря, 1999       | Монпелье        | Франция   | Zénith                           |
| 7 декабря, 1999       | Тулон           | Франция   | Zénith                           |
| 8 декабря, 1999       | Марсель         | Франция   | Le Dôme                          |
| 9 декабря, 1999       | Женева          | Швейцария | Arena                            |
| 10 декабря, 1999      | Мец             | Франция   | Galaxie Amneville                |
| 13 декабря, 1999      | Париж           | Франция   | Palais omnisports de Paris-Bercy |
| 2-й круг (Зима 2000)  |                 |           |                                  |
| 8 февраля, 2000       | Лилль           | Франция   | Zénith                           |
| 9 февраля, 2000       | Брюссель        | Бельгия   | Forest National                  |
| 11 февраля, 2000      | Лозанна         | Швейцария | Patinoire Malley                 |
| 12 февраля, 2000      | Лион            | Франция   | Palais des Sports                |
| 13 февраля, 2000      | Лион            | Франция   | Palais des Sports                |
| 15 февраля, 2000      | Мец             | Франция   | Galaxie Amneville                |
| 17 февраля, 2000      | Гренобль        | Франция   | Summum                           |
| 18 февраля, 2000      | Тулуза          | Франция   | Zénith                           |
| 19 февраля, 2000      | Бордо           | Франция   | Patinoire Mériadeck              |
| 22 февраля, 2000      | Брест           | Франция   | Parc Penfeld                     |
| 23 февраля, 2000      | Кан             | Франция   | Zénith                           |
| 25 февраля, 2000      | Дуэ             | Франция   | Gayant Expo                      |
| 26 февраля, 2000      | Орлеан          | Франция   | Zénith                           |
| 4 марта, 2000         | Москва          | Россия    | СК Олимпийский                   |
| 5 марта, 2000         | Москва          | Россия    | СК Олимпийский                   |
| 8 марта, 2000         | Санкт-Петербург | Россия    | СКК                              |

## Перформанс
| №  | Песня                                                                                          | Костюм | Хореография | Комментарий |
| -- | ---------------------------------------------------------------------------------------------- | --- | --- | --- |
| 1  | «Mylenium»                                                                                     | Белое прозрачное платье с глубоким вырезом на спине, обувь на высоком каблуке, белые большие ожерелья.                                                                | Нет | Сцена скрыта под большим белым занавесом, который становится синим, когда играет «Mylenium». Занавес падает, и зрители видят огромную статую Изиды (девять метров) в середине сцены. В то время как свет усиливается, белый дым исходит от статуи, голова которой открывается на две части, показывая тень Милен Фармер. Подвешенная за невидимые нити, певица парит над сценой, в то время как правая рука статуи движется к Милен, чтобы опустить её. Иногда были некоторые технические проблемы. Милен оставалась в воздухе дольше, чем ожидалось. |
| 2  | «L’Amour naissant»                                                                             | Тот же костюм | Нет. Руки Милен распростёрты во время финального припева. | Как и в оригинальной песне, громовой шум слышен в самом начале. Милен Фармер начинает петь и спускается из руки статуи. На заднем плане сцены изображение светящегося глобуса, на котором появляются трещины на гигантском экране. Когда Милен уходит со сцены, вокалистки всё ещё поют песню, чтобы дать ей больше времени для переодевания. Эта версия песни очень похожа на альбомную. |
| 3  | «L'Âme-stram-gram»                                                                             | - Милен Фармер: оранжевый костюм (брюки-капри, бархатный жакет и туфли на высоких каблуках). - Танцоры: костюмы разных цветов.                                        | Танцоры синхронно вместе с Милен исполняют танец, который был показан на телевидении. Вначале они исполняют движения руками, которые сменяются эротичными движениями таза. | После окончания песни припев повторяется с аудиторией. |
| 4  | «Beyond My Control» «Que mon cœur lâche» в России                                              | Тот же костюм | Нет | В начале песни, Милен просит зрителей хлопать в ладоши. Слова «It’s beyond My Control», произнесённые Джоном Малковичем в студийной версии, были заменены. |
| 5  | «Rêver»                                                                                        | Тот же костюм | Нет | Первоначально было запланировано исполнить песню «Consentement», но в конечном итоге, её решили заменить на «Rêver». Песня исполняется в идентичной версии, что в туре 1996 года. В конце песни припев повторяется с аудиторией. |
| 6  | «Il n’y a pas d’ailleurs» В России эта песня не исполнялась                                    | Тот же костюм | Нет | Милен Фармер исполняет песню стоя в правой руке статуи, которая поднимается и опускается. |
| 7  | «Mylène Is Calling»                                                                            | Тот же костюм | Нет | Валери Бони (Valérie Bony), одна из танцовщиц, заменяет Милен, которая идёт за кулисы, чтобы сменить костюм. Бони появляется в китайских тенях, в парике, и делает несколько движений руками, но она не поёт. |
| 8  | «Optimistique-moi»                                                                             | - Милен Фармер: чёрный костюм: фрак, брючины, корсет, большое ожерелье и две металлические решетчатые накладные ягодицы. - Танцоры: В таких же костюмах, без пиджака. | Очень быстрая и ритмичная хореография, так же, как для продвижения песни.                                                                                                  | Милен удаляется, в то время как зрители смотрят на Валери Бони (они полагают, что она — Милен Фармер). Песня повторяется несколько раз зрителями с Милен Фармер. |
| 9  | «Medley» («Pourvu qu'elles soient douces» / «Libertine» / «Maman a tort» / «Sans contrefaçon») | Тот же костюм, но без пиджака. | Тот же танец, что и для «Pourvu qu’elles soient Douces» во время тура 1989 года.                                                                                           | Впервые в карьере Милен Фармер, песня сопровождалась многочисленными фейерверками. |
| 10 | «Regrets»                                                                                      | Тот же костюм | Нет | Фармер всё поёт песню, в то время как ладонь статуи в красном огне движется. Эта живая версия планировалась к выпуску концертного альбома в качестве второго сингла, но этого не случилось. |
| 11 | «Désenchantée»                                                                                 | | Движения руками. | |
| 12 | «Méfie-toi»                                                                                    | Белое платье, скрытое под длинной каштановой кожаной курткой, закрытые белые туфли.                                                                                   | Синхронное исполнение танца, в том числе несколько шагов на лестнице. | Милен выходит из большой двери, нарисованной на теле статуи, и идёт вниз по лестнице, которая освещается красным светом по бокам. Эта версия песни очень похожа на альбомную версию. |
| 13 | «Dessine-moi un mouton»                                                                        | Тот же костюм, но без куртки. | Нет | Перед началом песни Милен Фармер сидит на ступеньках лестницы и свистит. В то время как танцоры делают несколько акробатических движений и играют в чехорду, она исполняет песню, сидя на качелях с двумя головами сфинкса на обоих концах. Дождь из серебряных блесток падает с небес на танцоров и зрителей. После её исполнения Милен встаетет с качелей и представляет танцоров и музыкантов |

## Создание
- Production: Tuxedo Tour
- Editions: Requiem Publishing
- Design entertainment: Mylène Farmer
- Set designer: Guy-Claude François
- Costumes designed by: Dominique Borg
- Make-up & hair: Pierre Vinuesa
- Lighting design: Fred Peveri
- Sound: Laurent Buisson
- Sound ingeneer: Thierry Rogen
- Production director: Paul Van Parys
- Musical direction: Yvan Cassar
- Musicians: Yvan Cassar, Eric Chevalier (keyboards), Jeff Dahlgren, Brian Ray (guitar), Jerry Watts Jr (bass), Abraham Laboriel Jr (drums)
- Choristers: Johana Manchec-Ferdinand, Esther Dobong' Na Essienne
- Choreographies: Mylène Farmer («L'Âme-Stram-Gram», «Optimistique-moi», «Désenchantée», «Souviens-toi du jour»); Christophe Danchaud («Méfie-toi», «Dessine-moi un mouton») ; Mylène Farmer and Christophe Danchaud («Pourvu qu'elles soient douces»).
- Management: Thierry Suc
- Dancers: Christophe Danchaud, Valérie Bony, Augustin Madrid Ocampo Jr, Midori Anami, Lysander O. Abadia, Andrew Cheng, Richard Patten, Corey Smith
- Sponsors: NRJ, TF1, Coca-Cola
- Photos: Claude Gassian
- Design: Henry Neu / Com' N.B